# Кутневич, Василий Иванович
Василий Иванович Кутневич (1787—1865) — богослов, главный священник армии и флота (с 1832), член Святейшего синода.

## Биография
Родился в семье протоиерея, в селе Гладкове, Чаусовского уезда Могилевской губернии, 6 (17) апреля 1787 года. Учился в Могилёвской семинарии, а с 1804 года — в Александро-Невской духовной академии; уже в сентябре 1808 года стал преподавать в ней французский язык. С момента учреждения Санкт-Петербургской духовной академии до 1814 года проходил в ней высший курс богословских наук, получив в 1814 году степень магистра богословия. С октября 1814 года был определён бакалавром физико-математических наук в Московскую духовную академию: читал на 1-м курсе геометрию, затем алгебру и высшую геометрию (до марта 1816), а с апреля по сентябрь 1815 года и с октября 1817 по сентябрь 1818 года — и немецкий язык; 25 августа 1815 года Комиссия духовных училищ удостоила его звания профессора математики. 
17 июля 1818 года он был рукоположен в диакона, а 21 числа того же месяца и года — в священника; 4 августа того же года «за особенную ревность к образованию юношества» он был произведён в протоиерея московского кафедрального Архангельского собора и профессором философии Московской духовной академии. Кафедру философии он занимал до 1824 года; был учителем Ф. А. Голубинского, который сменил его на этой должности и возглавлял её 30 лет. В этот период Кутневич состоял членом внешнего академического правления (с декабря 1817), академической конференции (с 1818) и цензурного комитета Московской духовной семинарии по духовной части. В 1824 году он оставил преподавание.
5 февраля 1825 года он был назначен благочинным ружных кремлёвских церквей, а через год стал членом духовной консистории и был избран в действительные члены духовной академии. 
17 декабря 1832 г. протоиерей Кутневич был назначен обер-священником армии и флота.  С 7 июля 1833 года Высочайше повелено ему присутствовать в Святейшем Синоде и быть членом комиссии духовных училищ. В 1844 году он был избран в почётные члены Казанской духовной академии. В 1848 году исполнял обязанности обер-священника Главного штаба Русской императорской армии. В 1858 году переименован в главного священника армии и флота; 10 февраля 1862 года избран в действительные члены конференции Петербургской духовной академии. 
По отзыву Морошкина, выбор Кутневича в обер-священники

был чрезвычайно удачный. Кутневич имел твердый и ясный ум, убеждения благонамеренные и просвещенные. Присутствие его в Синоде ознаменовалось самым живым участием во всех возникавших вопросах, и едва ли кто другой из членов Синода был знаком так, как он, с делами синодальными. Семейные дела его замужней дочери, получившие излишнюю огласку, поставили его на некоторое, довольно продолжительное время, в неловкое положение в Синоде; но последние 20 лет он пользовался снова вполне заслуженным большим вниманием. Ему поручено было Синодом увещание кн. З. Волконской, перешедшей в католичество. и сношения с Пальмером, который подавал надежду на соединение части англиканской церкви с православной…

Был награждён орденами до ордена Св. Александра Невского (апрель 1864) включительно: орден Св. Владимира 2-й ст. (август 1856); орден Св. Анны 1-й ст. (апрель 1846); орден Св. Анны 3-й ст. (январь 1826). Со стороны духовного ведомства он также неоднократно награждался. 
В 1840 году В. И. Кутневич занимался переводом православного катехизиса на немецкий язык, а в 1843 году составил «Наставление священнослужителям военных заведений касательно обращения воспитанников иудейского исповедания в христианскую веру». Известно его сочинение «О книге Бытия» (1814) и академические лекции на латинском языке: «Insiifutiones psychologiae empiricae». Из множества его проповедей были напечатаны только три. Были напечатаны также: «Рассуждение о религии патриархов до закона живших и о пользе и важности церковной истории, читанные в Александро-Невской академии … студентами Вас. Кутневичем и А. Скородумовым» (СПб. , 1807). и «Рассуждение, в котором противу новейших вольнодумцев доказывается, что Моисей точно существовал…» (М., 1808).
Умер в апреле 1866 года в Санкт-Петербурге. Похоронен на Волковском православном кладбище. Могила утрачена.